# Neptunus
Il Neptunus è una squadra di baseball di Rotterdam, storica rivale in Europa, a livello squadre di club, degli italiani del Nettuno Baseball Club, con la quale dà vita ai famosi derby del dio Nettuno.

## Palmarès
- Campionati olandesi: 19

1981, 1991, 1993, 1995, 1999, 2000, 2001, 2002, 2003, 2004, 2005, 2009, 2010, 2013, 2014, 2015, 2016, 2017, 2018
- Coppe dei Campioni: 10

1994, 1996, 2000, 2001, 2002, 2003, 2004, 2015, 2017, 2018
- Supercoppe Europee: 7

1995, 1997, 1999, 2000, 2001, 2002, 2003

## Galleria d'immagini

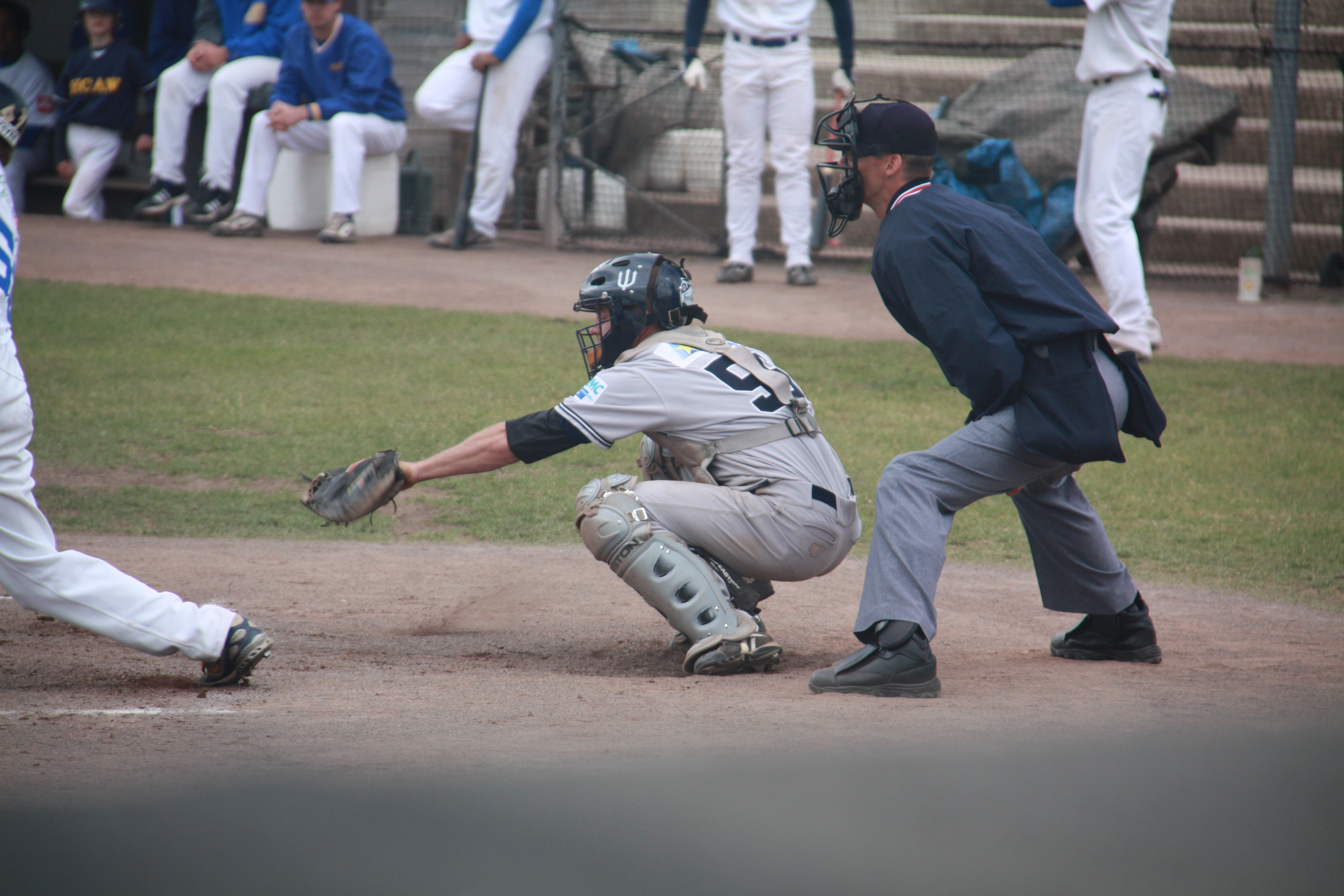
Martijn Meeuwis, catcher dei Neptunus, nel 2009
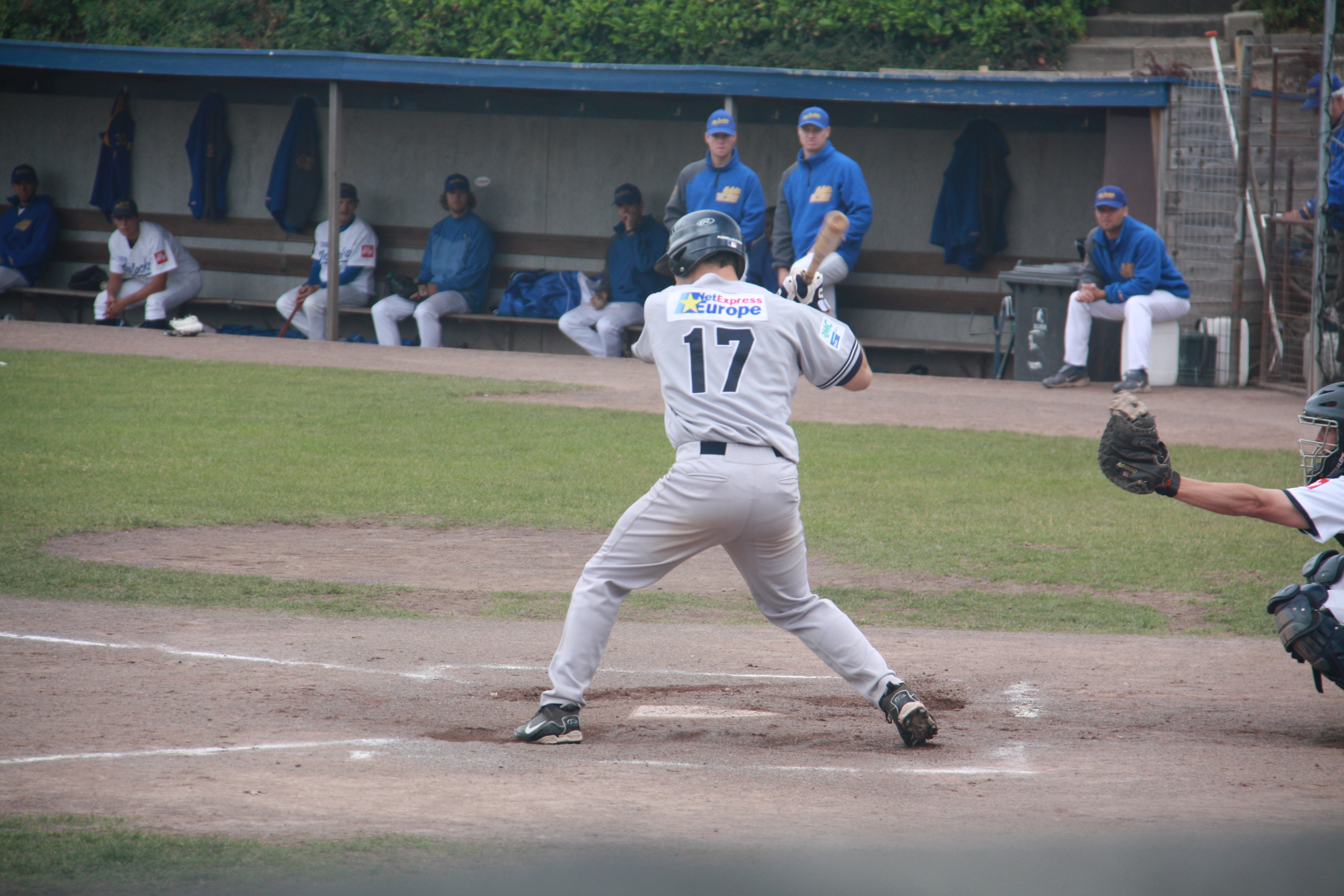
Matt McGraw, esterno dei Neptunus, nel 2009
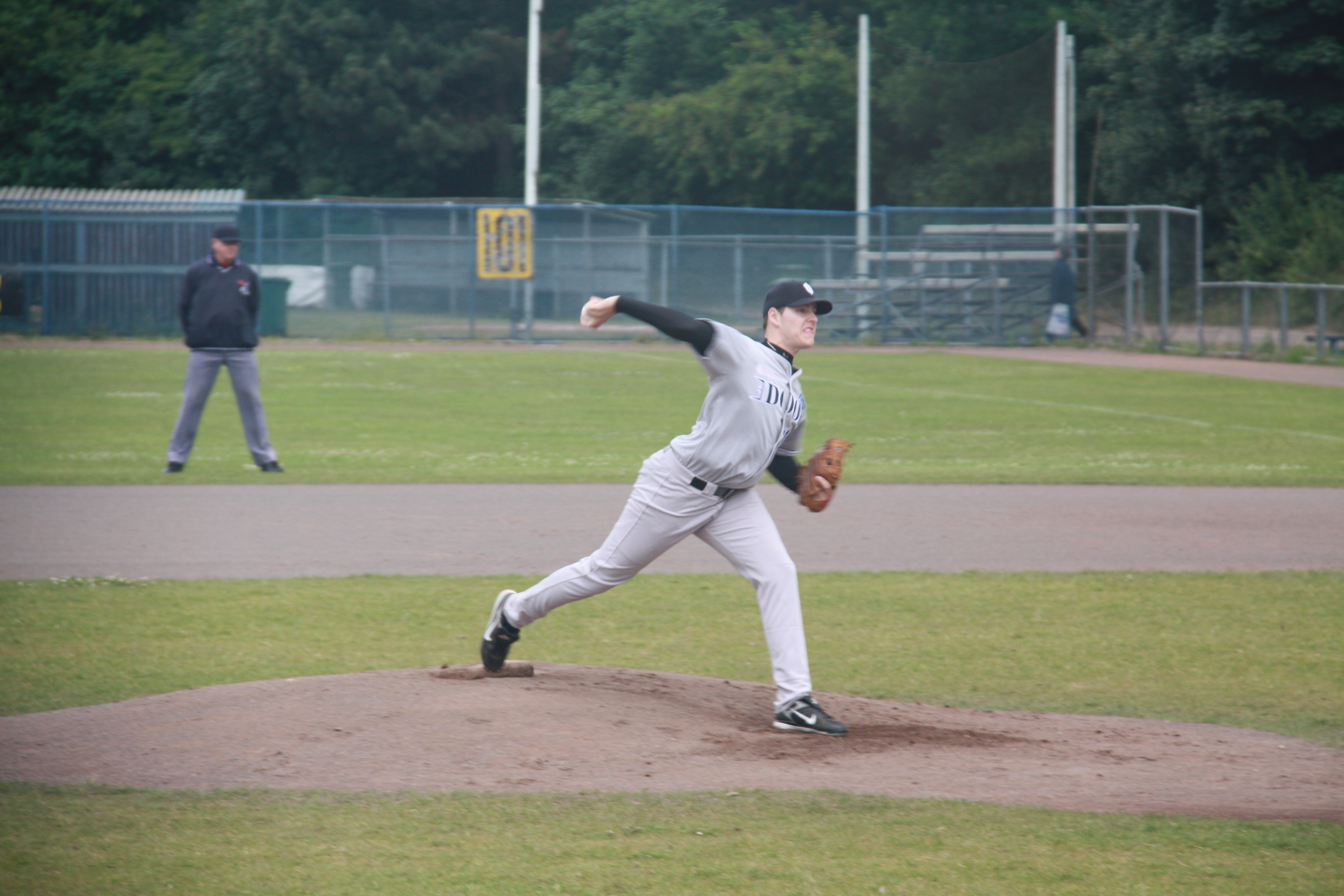
Kevin Heijstek, lanciatore dei Neptunus, nel 2009